# Taxe sur les spectacles d'art dramatique, lyrique et chorégraphique
Lire en ligne

Lire sur Légifrance

La taxe sur les spectacles d'art dramatique, lyrique et chorégraphique est une taxe affectée à l'Association pour le soutien du théâtre privé (ASTP) en place depuis au moins 1964.

## Historique

### Création d'une taxe parafiscale en 1964
La date précise de création de la taxe n'est pas connue. Le décret no 64-1079 du 23 octobre 1964 crée une taxe parafiscale sur les spectacles. L'objet de la taxe est d'assurer le soutien du théâtre privé à travers l'ASTP. Il s'agit d'un système mutualiste créé par la profession permet de distribuer des aides à la création, à la production ou à la diffusion de spectacles. Les pièces à succès peuvent ainsi financer les échecs.

### Création d'une taxe affectée en 2003
La France met un terme aux taxes parafiscales le 31 décembre 2003. Ainsi la loi de finances rectificatives de 2003 transforme la taxe parafiscale en taxe affectée au profit de l'ASTP.
Le décret du 4 février 2004, modifié par le décret no 2017-721 du 2 mai 2017, définit les catégories de spectacles dont les représentations sont soumises à la taxe sur les spectacles.

### Loi de finances 2020
En 2014, l'Inspection générale des finances liste la taxe sur les spectacles d'art dramatique, lyrique ou chorégraphique dans les 192 taxes à faible rendement. La mission préconise sa suppression et de la remplacer par une cotisation professionnelle ou diminuer le bénéfice du taux réduit de TVA sur les spectacles.
La taxe ne figure pourtant pas dans la liste des dix-huit taxe à faible rendement que le gouvernement propose de supprimer dans le cadre du projet de lois de finances pour 2020. Mais au cours de l'examen par l'Assemblée nationale des amendements sont proposées afin de la supprimer. Les députés approuvent l'amendement n° I-2574 présenté par Joël Giraud, et les sous-amendements n° I-3011 et I-3014  présentés par Dominique David qui prévoient la suppression de la taxe pour la remplacer par une subvention d'État.
Cette suppression surprise, faite sans concertation, déclenche une forte mobilisation du secteur : SACD, Adami, CGT-Spectacles, de nombreuses personnalités de la profession, et de l'ASPT qui rappelle qu'une « taxe est par définition pérenne, ce qui n'est pas le cas d'une subvention, soumise  au bon vouloir des politiques » et craint une « étatisation du théâtre privé » ,.
Le Sénat s'oppose à la suppression de la taxe. Le rapporteur de la commission des finances, Albéric de Montgolfier, pointe le risque de perte d'autonomie de l'association et que le coût de recouvrement de cette taxe à faible rendement est supporté par l'association et est donc nul pour l'État.
Mais le rapporteur général propose de maintenir la suppression de la taxe au motif que le système actuel fait porter à l'ensemble du secteur une taxe dont les subsides ne profitent qu'à un nombre limité de théâtres (majoritairement une cinquantaine de théâtres parisiens, membres actifs de l'association). Frédérique Dumas note au contraire que la taxe a permis de soutenir directement la production de plus de 1 200 spectacles à Paris et en tournée, dont près de 400 créations.
Finalement, l'amendement 810 est retiré et la taxe est conservée,.

## Caractéristiques

### Redevables

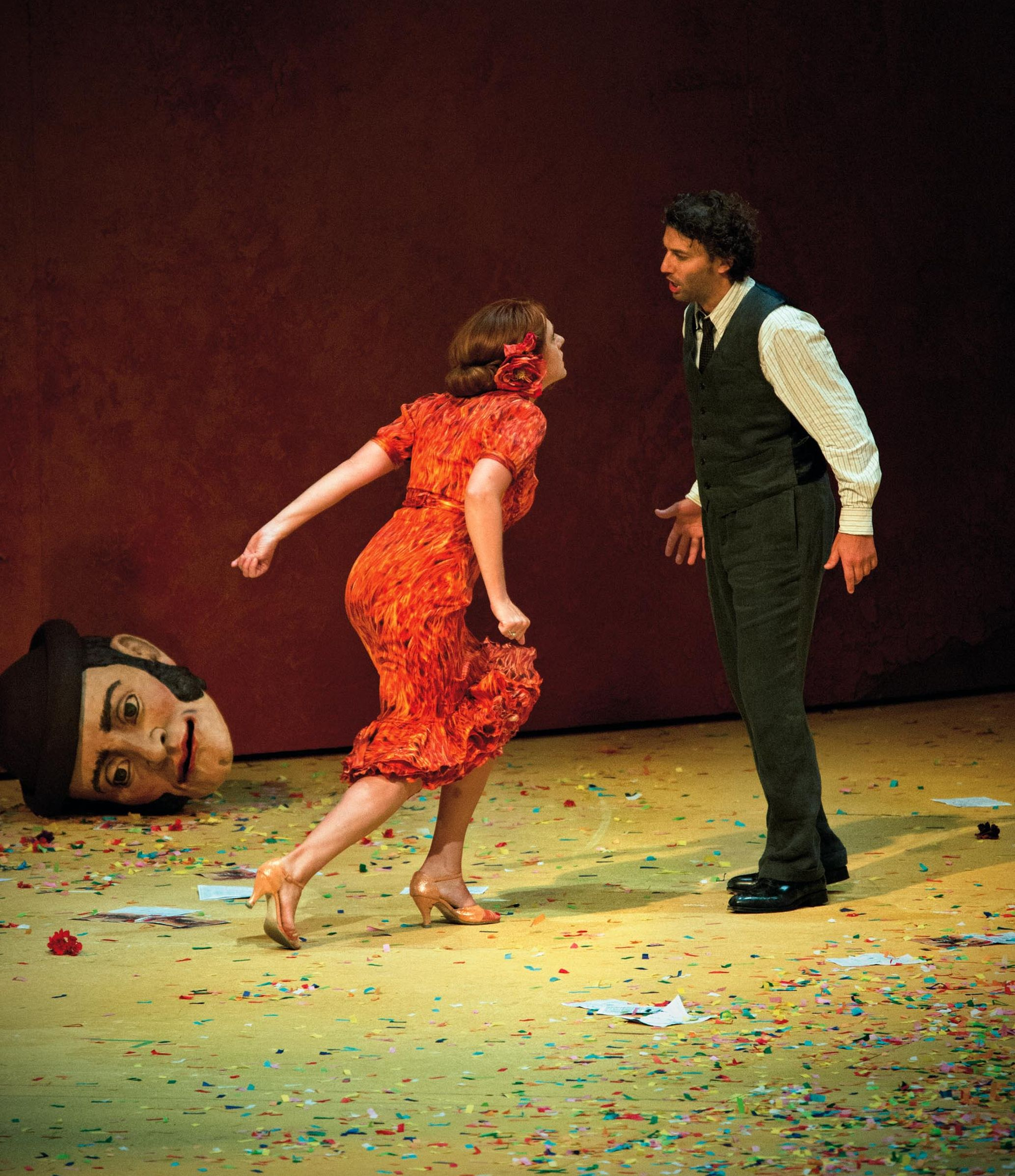
Carmen avec Magdalena Kožená et Jonas Kaufmann, Festival de Salzbourg, 2012.

Les spectacles donnant lieu à perception de la taxe relèvent, selon le décret du 4 février 2004, des catégories suivantes :
- Ballets classiques ou modernes
- Comédies
- Comédies musicales traditionnelles du type opérettes, comédies ou mélodrames lyriques, théâtre musical
- Drames
- Mimodrames
- Opéras
- Spectacles de marionnettes
- Tragédies
- Vaudevilles

La taxe s'élève à 3,5 % de la billetterie hors taxe des spectacles d'art dramatique lyrique ou  chorégraphique organisés sur le territoire français.
La taxe est payée par 922 structures de producteurs et tourneurs, dont 137 salles de spectacle et 785 producteurs.

### Bénéficiaire
Le produit de la taxe est affecté à l'ASTP.

### Produit
Le produit de la taxe est de 6,55 millions d'euros en 2018 avec un plafond d'affectation fixé à 8 millions d'euros (le surplus de recette revenant dans les caisses de l'État).